# 승부 (1973년 영화)
승부는 1973년 공개된 대한민국의 영화이다.

## 배역
- 신성일
- 박노식
- 안인숙
- 명희
- 허장강
- 신구
- 백일섭
- 최남현
- 김남일
- 안태섭
- 박성재
- 최재호
- 김웅
- 조용수
- 장훈
- 지방열
- 추봉